# El Rayo (Durango)
El Rayo es una localidad del estado mexicano de Durango. Es parte del municipio de Lerdo.

## Demografía
| Gráfica de evolución demográfica |
|                                  |

| Censo | Población |
| ----- | --------- |
| 1900  | 80        |
| 1910  | 375       |
| 1921  | 463       |
| 1930  | 296       |
| 1940  | 194       |
| 1950  | 134       |
| 1960  | 277       |
| 1970  | 316       |
| 1980  | 609       |
| 1990  | 772       |
| 2000  | 896       |
| 2010  | 1 030     |
| 2020  | 1 071     |